# KV2

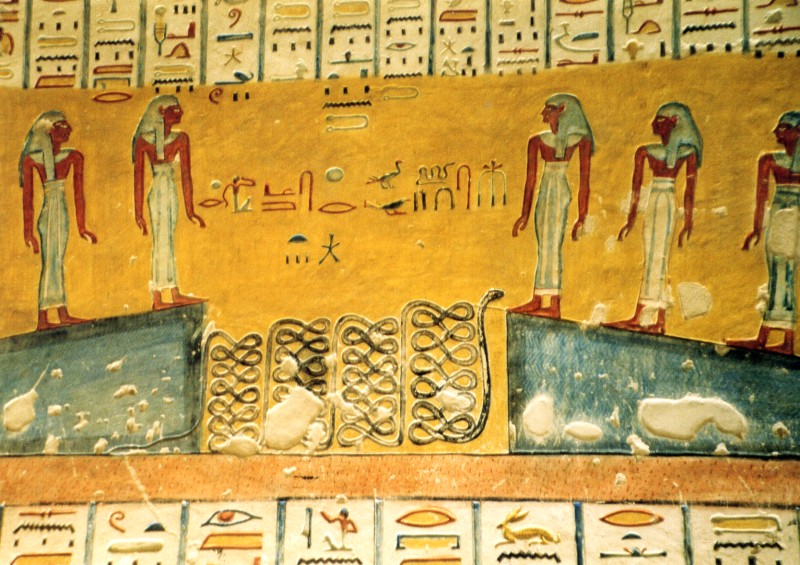
Stěna hrobky KV2

KV2 (z anglického King’s Valley 2) je egyptská hrobka ležící v Údolí králů mezi hrobkami KV1 a KV7. Byl v ní pochován faraon Ramesse IV. a obsahuje velké množství nástěnných maleb a hieroglyfů.
Existují dva plány hrobky, jeden je nakreslen v měřítku 1:28 na papyru a je vystaven v egyptském muzeu v Turíně. Druhý je na vápenci nedaleko od vstupu do hrobky, pravděpodobně to byl plán dělníků.
Se stavbou hrobky se spěchalo, protože faraon Ramesse IV. usedl na trůn až v pozdním věku a očekával brzy smrt. Proto je vzhled hrobky jednodušší. Hrobka je dlouhá 88,66 m, jsou v ní tři pozvolně klesající chodby (označené B, C a D), rozšířená komora (E), pohřební komora (J) a úzká chodba (K) obklopená třemi komorami (Ka, Kb a Kc).
Hrobka je většinou neporušená a je zdobena výjevy z knih Litanie na Rea, Egyptská kniha mrtvých, Amduat a dalších. Je druhá největší v počtu nástěnných maleb v Údolí králů (po KV9).